# سیارک ۲۳۴۱۰

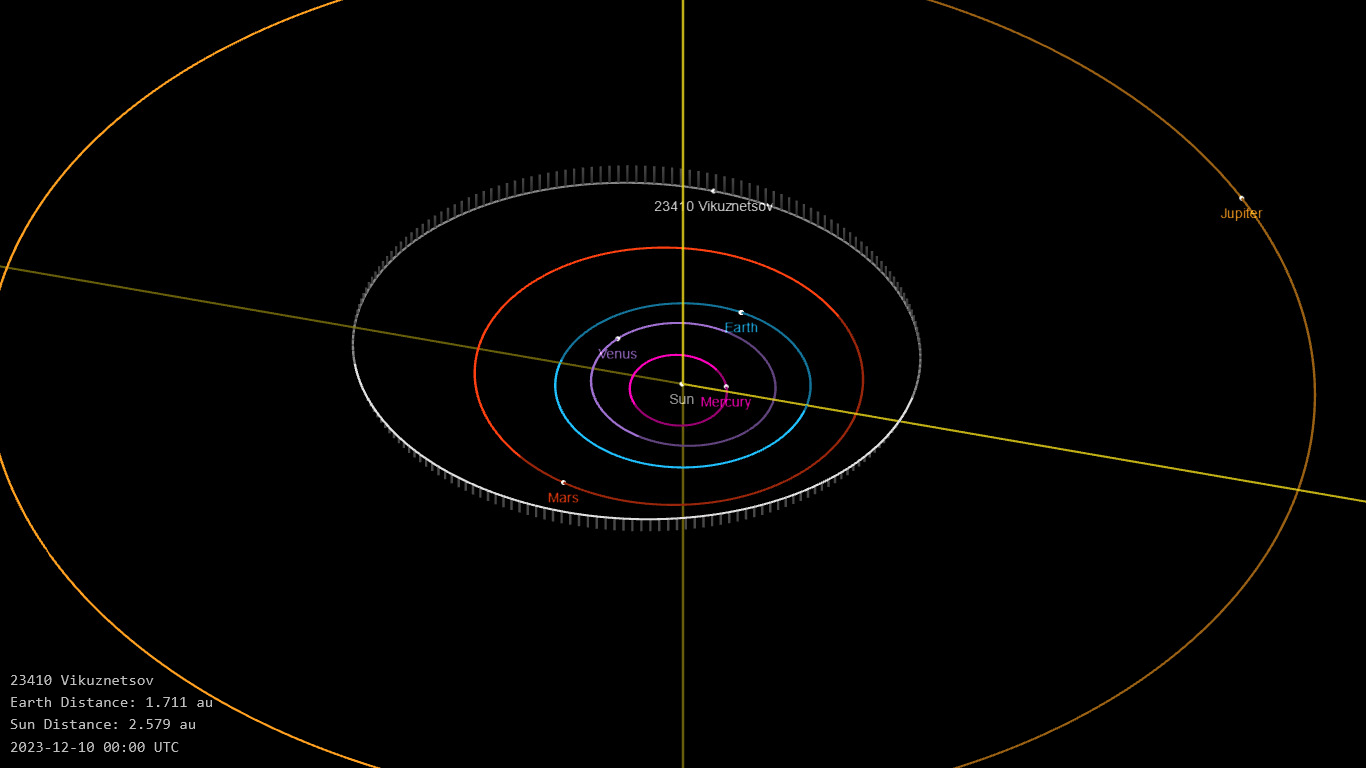
نمایی از محل قرارگیری سیارک ۲۳۴۱۰ در مدار – ۲۰۲۳

سیارک ۲۳۴۱۰ (به انگلیسی: 23410 Vikuznetsov، نامگذاری:1978QK2) بیست و سه هزار و چهارصد و دهمین سیارک کشف شده‌است که در ۳۱ اوت ۱۹۷۸ کشف شد.
قدر مطلق سیارک برابر ۱۱.۷ است.